# La Lonja de la Seda

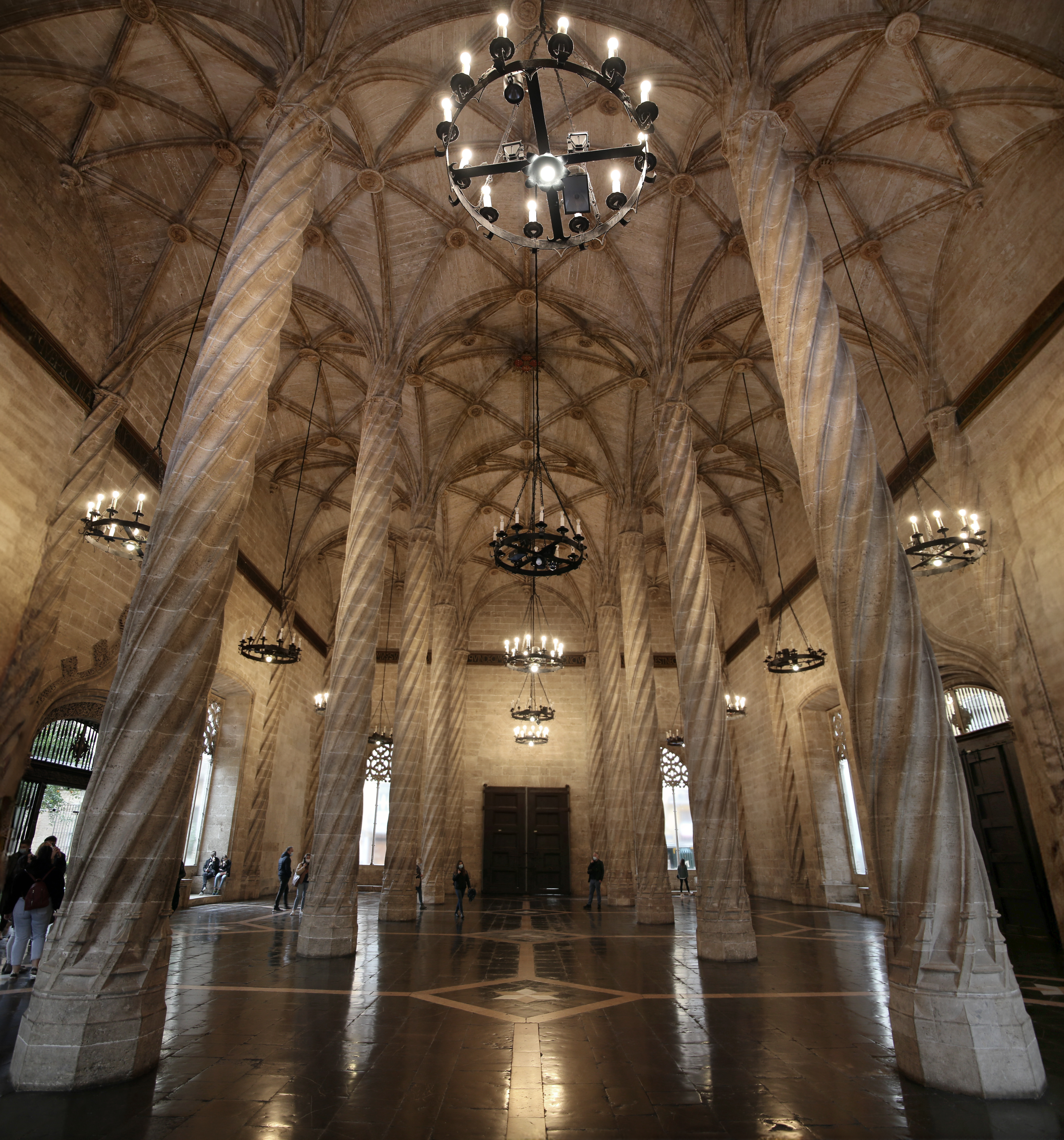
De Sala de Contratación (handelshal).

La Lonja de la Seda (Valenciaans: Llotja de la Seda) , ook wel Zeebeurs van Valencia genoemd, is de vijftiende-eeuwse zijdebeurs van Valencia (Spanje), gelegen aan de Plaza del Mercado/Plaça del Mercat.
In 1996 plaatste de UNESCO de Lonja de la Seda op de Werelderfgoedlijst, mede omdat dit gebouw de macht en weelde aantoont van de kooplieden in het mediterrane gebied in de vijftiende en zestiende eeuw.

## Functie
Het complex dat bekendstaat als  La Lonja de la Seda (De Zijdebeurs) werd gebouwd tussen 1482 en 1548, in de gouden eeuw van Valencia. Het complex had een aantal functies, waarvan de voornaamste de handel in zijde was. De kooplieden konden in een grote hal, de Sala de Contratación, hun transacties afwikkelen. In het aansluitende Consulado del Mar (Zeeconsulaat) kwam het Tribunal del Mar (Zeetribunaal) bij elkaar. Dit was het eerste koopliedentribunaal van Spanje. De vierkante toren tussen de hal (aan de oostzijde) en het zeeconsulaat (aan de westzijde) diende onder andere als gevangenis.

## Bouw
De Lonja de la Seda is opgetrokken in laat gotische stijl. Het ontwerp was gebaseerd op de Zeebeurs van Palma, dat door de architect Guillem Sagrera was gebouwd in 1448.
Het beursgebouw in Valencia werd in verschillende delen gebouwd. De Sala de Contratación (de contract- of handelshal), die ook Hal van Zuilen wordt genoemd, werd tussen 1483 en 1498 gerealiseerd door architect Pere Compte (1447-1506) met assistentie van Joan Iborra. De rechthoekige hal heeft twee rijen van vier ranke, spiraalvormige pilaren, waardoor de hal in de lange as in drieën wordt gedeeld. De hoofdingang bevindt zich aan de Plaza del Mercado aan de zuidzijde. De ingangen van de hal zijn versierd met allerlei details, zoals plantachtige, dierlijke en menselijke figuren. Aan de muren van de buitenzijde bevinden zich een aantal waterspuwers.
De overige delen van het complex, de Consulado del Mar (Zeeconsulaat) en bijbehorende toren, werden gebouwd tussen 1506 en 1548. Deze delen zijn ook in gotische stijl gerealiseerd, maar tonen duidelijk renaissance-invloeden.
Bij de hal, toren en consulaatsgebouw hoort een ommuurde binnenplaats, de Pati dels Tarongers.

## Afbeeldingen

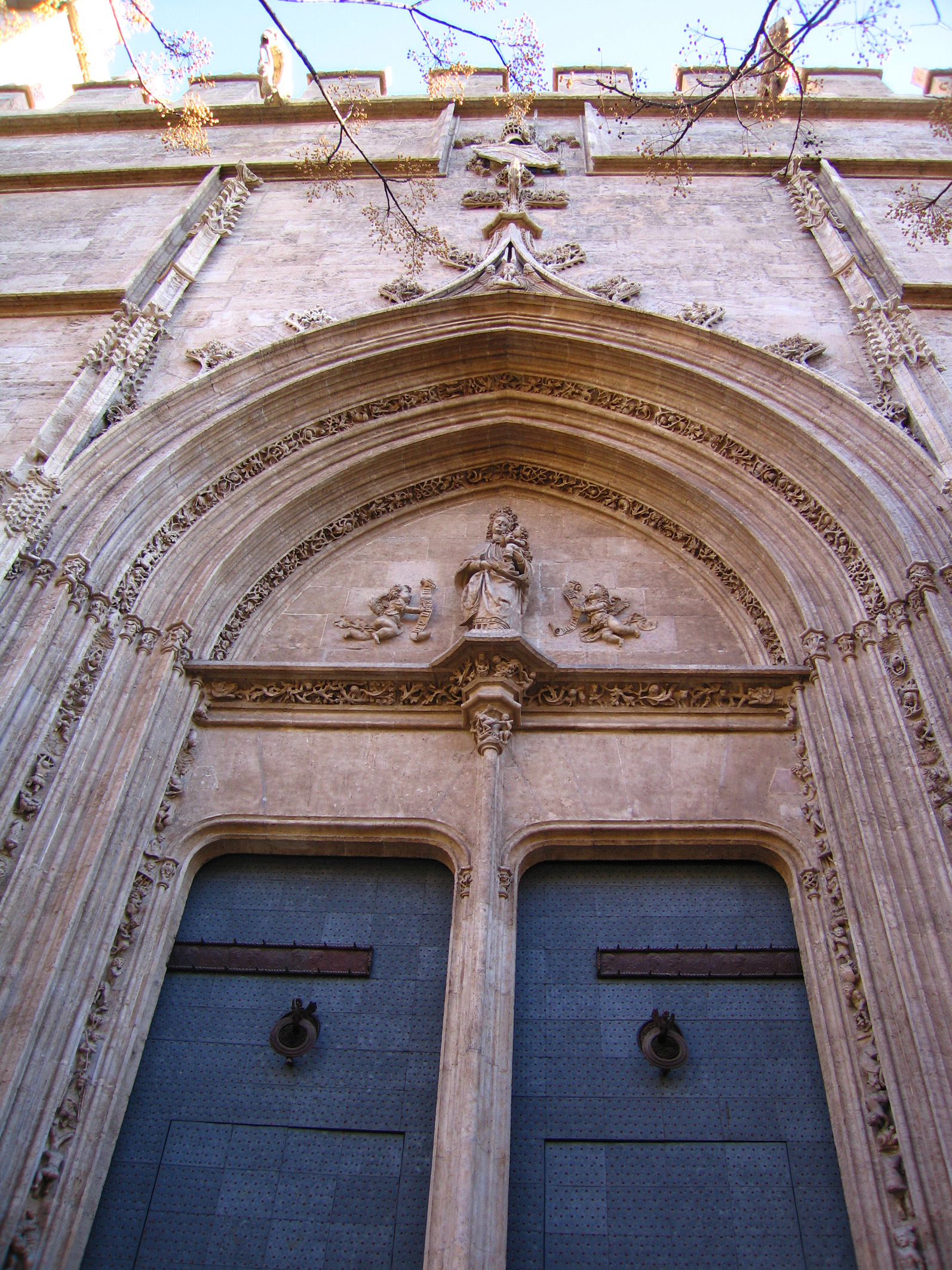
Hoofdingang aan de Plaza del Mercado.
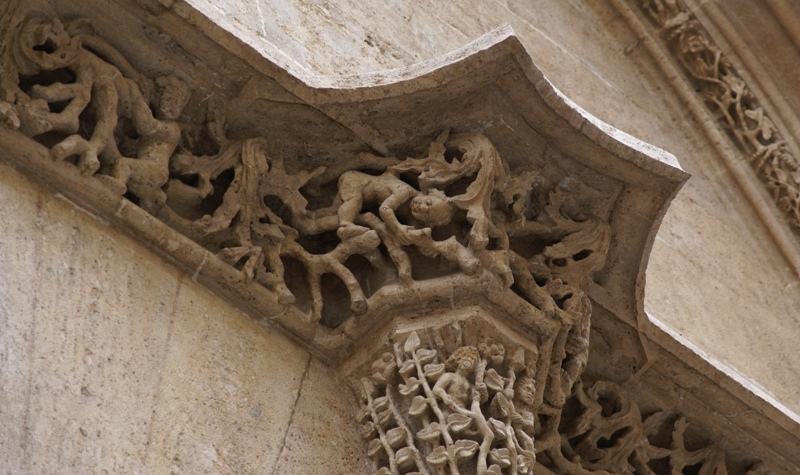
Versieringen met mensen, dieren en planten.
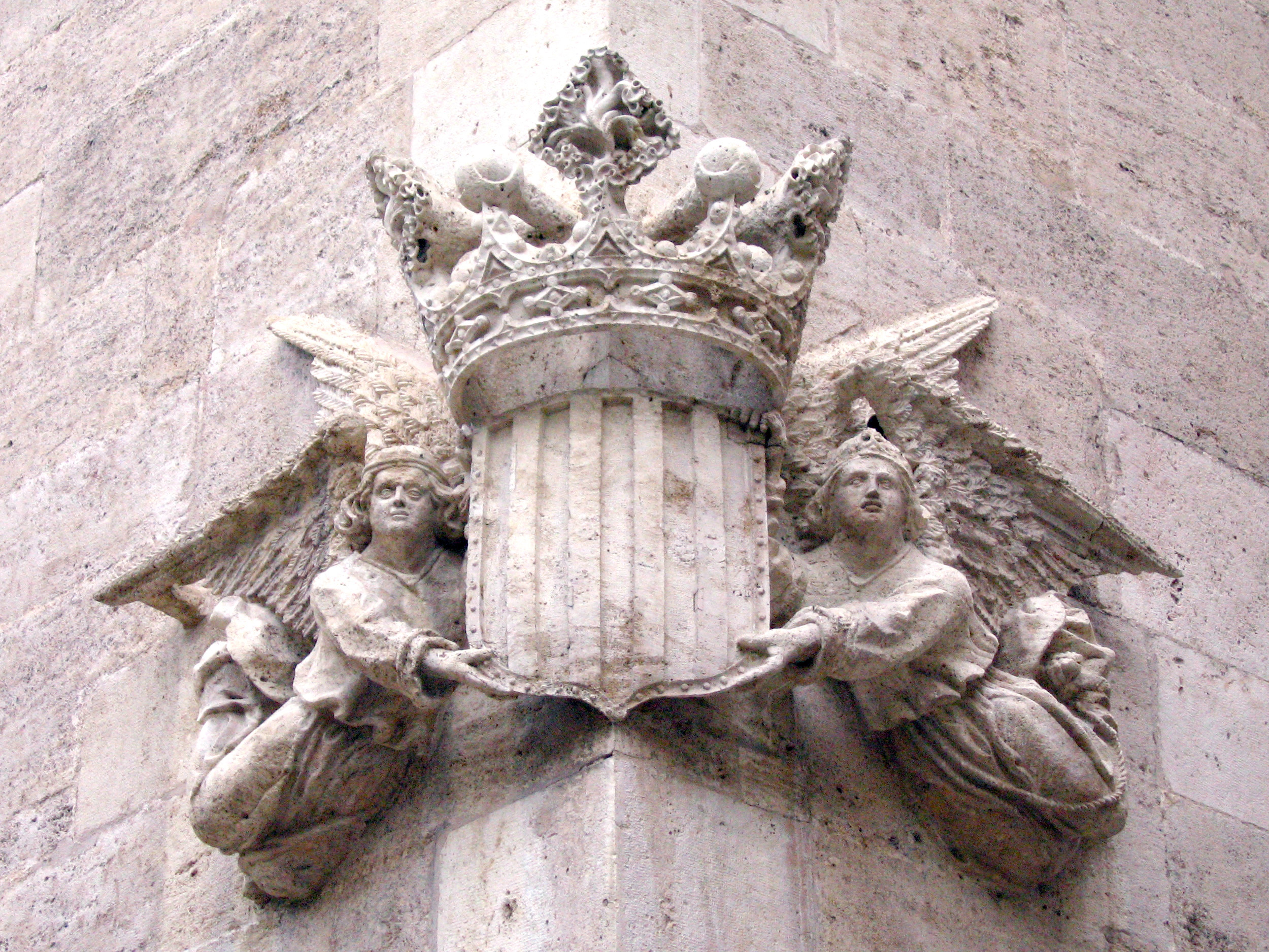
Wapen gedragen door twee engelen.
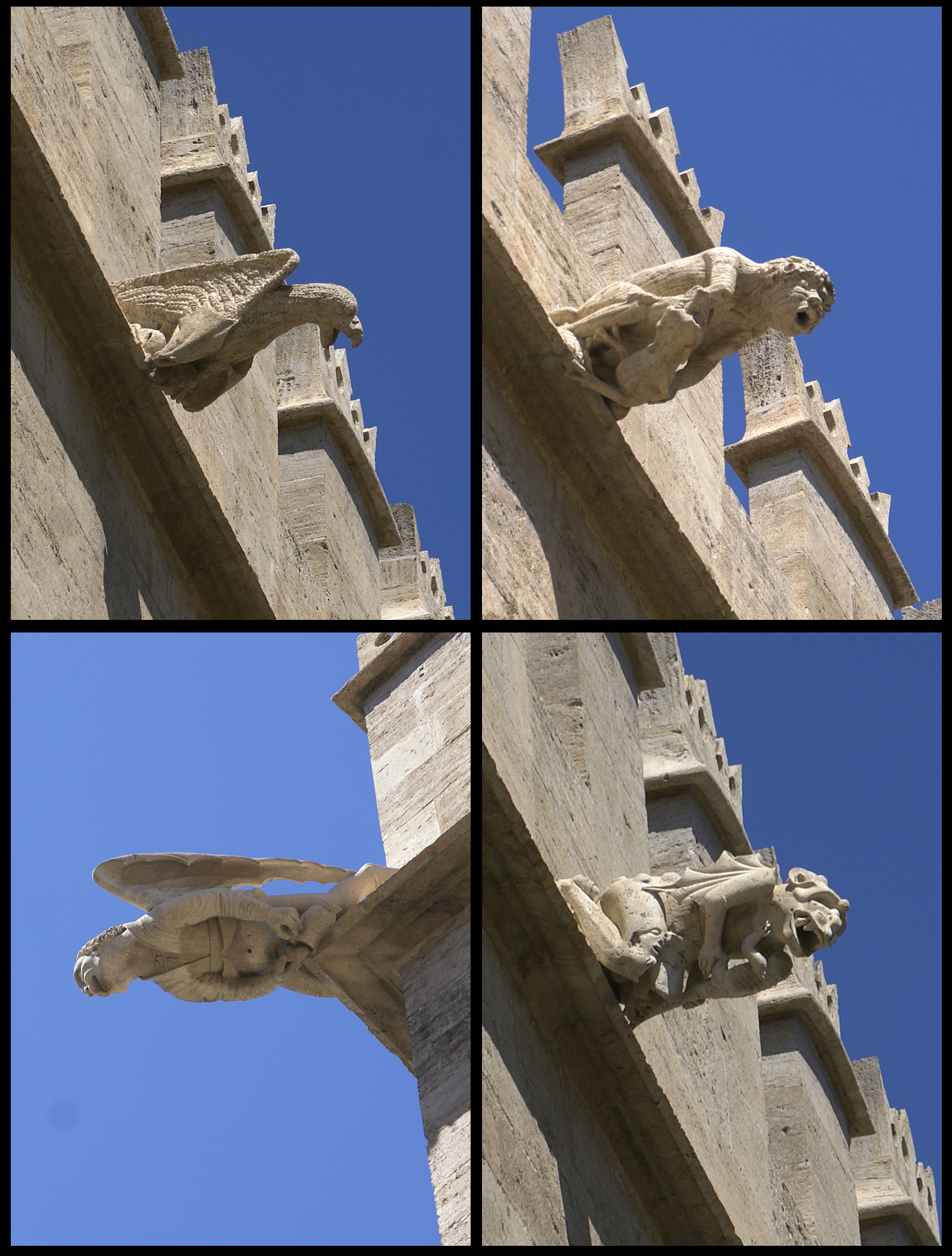
Enkele waterspuwers.

Alhambra, Generalife en Albaicín, Granada ·
Kathedraal van Burgos ·
Historisch centrum van Córdoba ·
Klooster en plaats van het Escorial, Madrid ·
Werken van Gaudí ·
Grot van Altamira en de paleolithische grotkunst van Noord-Spanje ·
Monumenten van Oviedo en het koninkrijk Asturië ·
Oude stad Ávila met de Kerken-buiten-de-Muren ·
Oude stad Segovia en aquaduct ·
Santiago de Compostella (oude stad) ·
Nationaal park Garajonay ·
Historische stad Toledo ·
Mudéjararchitectuur van Aragón ·
Oude stad Cáceres ·
Kathedraal, Alcázar en Archivo General de Indias in Sevilla ·
Oude stad Salamanca ·
Klooster van Poblet ·
Archeologisch ensemble van Mérida ·
Pelgrimsroute naar Santiago de Compostella ·
Koninklijk klooster van Santa Maria de Guadalupe ·
Nationaal park Doñana ·
Historische ommuurde stad Cuenca ·
La Lonja de la Seda van Valencia ·
Las Médulas ·
Palau de la Música Catalana en Hospital de Sant Pau, Barcelona ·
Monte Perdido ·
Kloosters van San Millán Yuso en Suso ·
Prehistorische rotskunst in de Coa Vallei en de Siega Verde ·
Rotskunst van het Middellandse Zeebekken op het Iberisch Schiereiland ·
Universiteit en historische parochie van Alcalá de Henares ·
Ibiza, biodiversiteit en cultuur ·
San Cristóbal de La Laguna ·
Archeologisch ensemble van Tarraco ·
Archeologisch Atapuerca ·
Catalaanse romaanse kerken van de Vall de Boí ·
Palmeral van Elche ·
Romeinse muur van Lugo ·
Cultuurlandschap van Aranjuez ·
Monumentale renaissance-ensembles van Úbeda en Baeza ·
Vizcayabrug ·
Oude en voorhistorische beukenbossen van de Karpaten en andere regio's van Europa ·
Nationaal park El Teide ·
Herculestoren ·
Cultuurlandschap van de Serra de Tramuntana ·
Erfgoed van kwik. Almadén en Idrija ·
Dolmens van Antequera ·
Kalifaatstad Medina Azahara ·
Cultuurlandschap van de Risco Caído en de heilige bergen van Gran Canaria  ·
Paseo del Prado en Parque del Buen Retiro, een landschap van kunst en wetenschap
- Gemeinsame Normdatei: 4688036-7
- Library of Congress Control Number: sh88005579
- Nationale Bibliotheek van Israël: 987007288854005171
- Virtual International Authority File: 156375707